# Фердинанд Лудвиг (Липе-Вайсенфелд)
Фердинанд Йохан Лудвиг фон Липе-Вайсенфелд (на немски: Ferdinand Johann Ludwig zur Lippe-Weissenfeld; * 22 август 1709 в Бистерфелд; † 18 януари 1787 в Заслебен при Калау, Бранденбург) от линията Липе-Бистерфелд на фамилията Липе е от 1762 г. граф и господар на Липе-Вайсенфелд.
Той е четвъртият син на граф Рудолф Фердинанд фон Липе-Бистерфелд (1671 – 1736) и съпругата му графиня Юлиана Луиза фон Куновиц (1671 – 1741), дъщеря на граф Йохан Дитрих фон Куновиц (1624 – 1700) и графиня Доротея фон Липе-Браке (1633 – 1706).
Брат е на Фридрих Карл Август (1706 – 1761), граф и господар на Липе-Бистерфелд (1736 – 1781), Казимир Херман (1706 – 1726) и Антон Фридрих Лудвиг (1707 – 1718). Сестра му Хенриета Луиза (1711 – 1752) е омъжена на 11 януари 1730 г. за граф Йохан Карл фон Золмс-Барут (1702 – 1735), брат на бъдещата му съпруга Ернестина Хенриета фон Золмс-Барут.
Фердинанд умира на 18 януари 1787 г. на 77 години в Заслебен при Калау в Бранденбург и е погребан в Барут.

## Фамилия
Фердинанд Йохан Лудвиг се жени на 30 октомври 1736 г. (2 ноември 1736) в дворец Барут за графиня Ернестина Хенриета фон Золмс-Барут (* 23 май 1712 в Барут; † 17 ноември 1769 в Лемго, Вайсенфелдер Хоф), дъщеря на граф Йохан Кристиан I фон Золмс-Барут (1670 – 1726) и графиня Хелена Констанция фон Донерсмарк (1677 – 1753). Те имат децата:
- Фридрих Йохан Лудвиг (* 2 септември 1737, Вайсенфелд; † 14 май 1791, Заслебен при Калау), граф на Липе-Вайсенфелд, женен I. на 21 февруари 1772 г. в Милкел за графиня Мария Елеонора фон Герсдорф (1752 – 1772), II. на 28 август 1775 г. в Дьоберниц за баронеса Вилхелмина фон Хоентал (1748 – 1789)
- Луиза Констанца (* 16 април 1739, Вайсенфелд; † 27 февруари 1812, Клайнвелка)
- Карл Кристиан (* 15 август 1740, Вайсенфелд; † 5 април 1808, Кличдорф), граф на Липе-Вайсенфелд, господар на Арменру, женен I. на 24 юни 1774 г. в Мускау за графиня Хенриета Луиза фон Каленберг (1745 – 1799), II. на 29 юни 1800 г. в Кличдорф за графиня Изабела Луиза Констанца фон Золмс-Барут (1774 – 1856), дъщеря на граф Йохан Кристиан II фон Золмс-Барут (1733 – 1800) и Фридерика Луиза София Ройс-Кьостриц (1748 – 1798)
- Албрехт/Алберт Хайнрих Фердинанд (* 25 януари 1742, Вайсенфелд; † 3 август 1742, Вайсенфелд)
- Вилхелмина Елеонора Кристиана (* 6 ноември 1743, Вайсенфелд; † 4 март 1797, Вернигероде)
- Лудвиг Ернст Август (* 21 май 1747, Вайсенфелд; † 18 май 1777, Заслебен)
- Симон Рудолф (* 2 октомври 1748, Вайсенфелд; † 2 юли 1763)
- Хенриета Каролина Луиза (* 7 февруари 1753, Вайсенфелд; † 27 юли 1795, Клайнвелка), омъжена на 25 октомври 1774 г. в Реда за принц Алберт Фридрих фон Анхалт-Десау (1750 – 1811)